# IC 3274
IC 3274 је елиптична галаксија у сазвјежђу Дјевица која се налази на листи објеката дубоког неба у Индекс каталогу.
Деклинација објекта је + 9° 16' 2" а ректасцензија 12h 24m 14,6s. Привидна величина (магнитуда) објекта IC 3274 износи 14,3 а фотографска магнитуда 15,3. IC 3274 је још познат и под ознакама NGC 4360B, MCG 2-32-27, CGCG 70-50, VCC 715, NPM1G +09.0292, PGC 40344.